# Ernst Wirmer

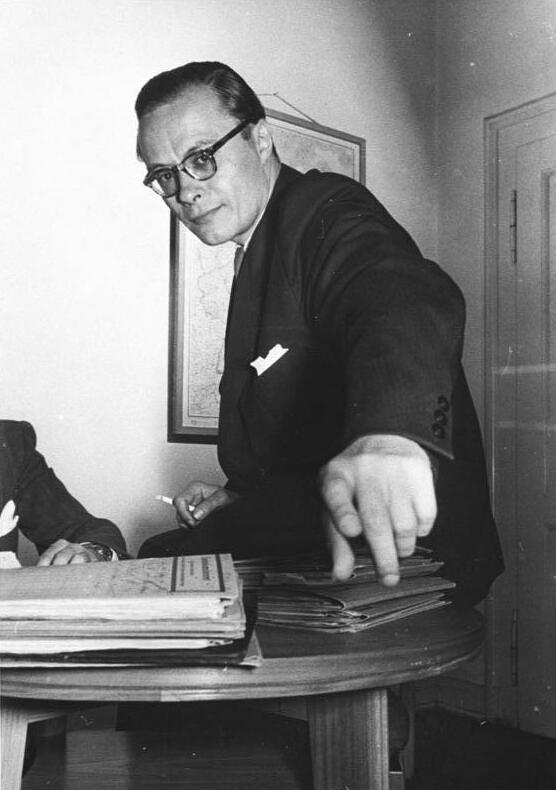
Ernst Wirmer 1953 als Mitarbeiter des Amtes Blank

Ernst Wirmer (* 7. Januar 1910 in Warburg/Westfalen; † 19. August 1981 in Bonn) war ein deutscher Jurist, Politiker und Ministerialbeamter. Dem Parlamentarischen Rat von 1948/49 gehörte er für die CDU an. Später wurde er Hauptabteilungsleiter im Bundesverteidigungsministerium und sorgte beim Aufbau der Bundeswehr für eine klare organisatorische Trennung zwischen der Truppe und ihrer Zivilverwaltung als Wesenselement einer demokratischen Wehrverfassung. 

## Leben

### Jugend, Kriegsdienst und frühe Berufsjahre
Wirmer wurde 1910 in ein katholisches Elternhaus geboren. Er besuchte das Gymnasium Marianum in Warburg, an dem sein Vater langjähriger Direktor war. Als Student wurde er aktives Mitglied der katholischen Studentenverbindungen Semnonia in Berlin und Flamberg in Freiburg im Breisgau im KV. Nach dem Studium legte er 1936 das juristische Staatsexamen ab, erhielt – da er den Machthabern als politisch unzuverlässig galt – jedoch nicht die Zulassung als Assessor im Justizdienst, sondern arbeitete zunächst in der Rechtsanwaltskanzlei seines neun Jahre älteren Bruders Josef Wirmer und dann für die Reichsumsiedlungsgesellschaft. 
Von 1939 bis 1940 leistete er Kriegsdienst, war dann zivilberuflich für die Reichsgesellschaft für Landbeschaffung tätig und wurde 1942 wieder als Leutnant der Reserve zur  Fahrtruppe eingezogen. Nachdem sein  Bruder Josef, der von den Widerstandskämpfern des 20. Juli als Reichsjustizminister vorgesehen war, vom Volksgerichtshof unter Roland Freisler am 8. September 1944 zum Tode verurteilt worden war, wurde auch Ernst Wirmer festgenommen und ab November 1944 in der an den Bodensee verlegten Wehrmachtshaftanstalt Küstrin inhaftiert, in der auch Generalleutnant Hans Speidel zeitgleich interniert war.

### Karriere in Politik und Ministerialbürokratie
Im Dezember 1945 wurde Wirmer im Staatsministerium des Landes Oldenburg zunächst zum Kommunaldezernenten und später zum Leiter der Abteilung für innere Verwaltung bestellt. Nach dem Aufgehen Oldenburgs im Land Niedersachsen war er in gleicher Funktion im Verwaltungspräsidium Oldenburg tätig. Der Niedersächsische Landtag wählte Wirmer 1948 als drittjüngstes Mitglied in den Parlamentarischen Rat, wo er sich erfolglos für die Annahme der von seinem Bruder Josef für die Attentäter des 20. Juli 1944 entworfenen Fahne als Bundesflagge einsetzte. Kurz danach holte ihn Konrad Adenauer als seinen Persönlichen Referenten in das zukünftige Kanzleramt Palais Schaumburg.

#### Amt Blank
Anfang der 1950er  Jahre  wechselte Wirmer als Beauftragter des Bundeskanzlers für die mit der Vermehrung der alliierten Truppen zusammenhängenden Fragen vom Kanzleramt in das neu geschaffene Amt Blank in der Bonner Ermekeilkaserne. Dieser Wechsel wurde von Hans Speidel mit den Worten kommentiert: „Daß Wirmer nun doch zu Blank getreten ist, wird der Sache nicht guttun, denn er ist ein scharfer Gegner unserer Couleur.“ Im Amt Blank sorgte Wirmer für eine strikte Trennung des Militärischen vom Verwaltungstechnischen. Als Ministerialdirigent ab Dezember 1951 leitete Wirmer die Zentralabteilung, zuständig für nichtmilitärische Organisation, Truppenverwaltung, Haushalt und Personal sowie die militärische Planungsgruppe und die Gruppe für Technische Sicherheitsfragen. Auch nach Abgabe der militärischen Planung an General Adolf Heusinger im Juli 1952 steuerte Wirmer auch weiterhin mittels Verantwortlichkeit für Verwaltungs- und Haushaltsangelegenheiten. Diese Tätigkeit fiel in die Phase der Neuorientierung der Streitkräfte am kritischen Staatsbürger durch Wolf Graf von Baudissin, die intern als Verweichlichung angeprangert wurde.

#### Bundesministerium für Verteidigung
Nach der Umwandlung des Amtes Blank in das Bundesministerium für Verteidigung zeichnete sich Wirmer durch das erfolgreiche Vorantreiben zweier Reformen aus, die jeweils einen tiefen Bruch mit den Traditionen des deutschen Militärs darstellten und so den Weg für die Schaffung der Bundeswehr als moderne und demokratische Armee freimachten. Das eine Projekt war die Schaffung einer zivilen Militärverwaltung, das andere die Zulassung der Koalitionsfreiheit für Soldaten. Beide Vorhaben flankierten das Leitbild der Parlamentsarmee aus Bürgern in Uniform und schufen die verwaltungsrechtlichen Grundlagen für die dauerhafte Einbindung der Bundeswehr in die Zivilgesellschaft. 

##### Zivile Bundeswehrverwaltung
Auf der Hardthöhe trat Wirmer von Anfang an für die Idee des Verwaltungsbeamten ohne Uniform ein, während der ehemalige Generalintendant Gerhard Loosch das hergebrachte Intendantur-System mit Militärbeamten favorisierte. Wirmer setzte sich durch, und sogar für höhere Dienstposten wurden nichtmilitärische Fachleute eingesetzt. Neben Gründen der Misswirtschaft, Korruption und frontfremden Handlungen sowie technisch-fachlichen Gründen gab es auch föderalistische Gründe für den zivilen Aufbau der Bundeswehrverwaltung. Die Bundesländer wollten verhindern, dass der Bund eine erstmals bis in die Ortsinstanz hinabreichende Verwaltungsorganisation in die Hand bekam. Der damalige Ministerialrat und spätere CDU-Vorsitzende Rainer Barzel wies am 28. Oktober 1955 auf den Beschluss des Bundesrates vom 19. Juni hin, dass „Soldaten ausschließlich in der Truppe verwendet ... und die Verwaltung zivilen Behörden anvertraut werde: «Ich habe jedoch die Pflicht, darauf hinzuweisen, daß dies nach der Auffassung der Regierung des Landes Nordrhein-Westfalen ein fundamentaler Grundsatz ist und daß deshalb erwogen werden könnte, diesen Grundsatz im Grundgesetz selbst zu verankern».“
Im Artikel 87b des Grundgesetzes erhielt Wirmers zivile Orientierung der Verwaltung der Bundeswehr die rechtliche Grundlage. Die Formulierung „Sie (die Bundeswehrverwaltung) dient den Aufgaben des Personalwesens und der unmittelbaren Deckung des Sachbedarfs der Streitkräfte“ wurde am 6. März 1956 mit 390 gegen 20 Stimmen vom Bundestag akzeptiert, der Bundesrat stimmt am 16. März einstimmig zu.
1976 bewertete der Ruheständler Wirmer das Argument vom „Freihalten der Truppe von übermäßiger Verwaltungsarbeit“ lediglich als scheinrational. In Wirklichkeit habe ihn vielmehr folgender Gedanke geleitet: „auf der einen Seite die Selbstständigkeit der Bundeswehr-Verwaltung – auf der anderen Seite ein Aspekt des modernen Managements: die Konkurrenzsituation.“
Wirmer verwahrte sich gegen den Vorwurf, man habe es 1955 mit der Sorgfalt bei der Anwendung des Mittels der Gewaltenteilung übertrieben. Durch Artikel 87 b seien die „Eigenständigkeit und das Mitspracherecht des zivilen Teiles des Verteidigungsressort statuiert“ worden: „Wer sich die Diskussion vor allem im Bundesrat in Erinnerung ruft, weiß noch sehr genau, dass hinter allen Argumenten, auch wenn meine Definition nicht gebraucht wurde, das Anliegen der Gewaltenteilung stand. Man nennt dieses System auch das System der checks and balances, über dessen Existenz sich General Heinz Trettner im Verteidigungsausschuß belehren lassen musste.“ Die Demokratie habe die „stete Pflicht des Misstrauens gegenüber ihren eigenen Dienern in ihren Machtapparaten.“ Wirmer sprach von der Arbeitsteilung, die sich sehr bewährt habe, so dass man die Folgen bedenken solle, wenn man die gewaltenteilende Funktion abschaffen wolle. Civil control bedeute nicht nur politische Leitung, Lenkung und Kontrolle. Wenn es nur darum gegangen wäre, hätte die Möglichkeit bestanden, von political control zu sprechen: „Es heißt aber civil control, und das bedeutet, dass diese Leitung und Kontrolle auch heißt: Kontrolle aus zivilem Geist heraus. Das muss halt von der militärischen Seite anerkannt werden, dass wir unsere modernen Demokratien aus zivilem Geist gestalten wollen.“
Anfang der 1960er Jahre konnte sich Wirmer als Leiter der Hauptabteilung III Administrative Angelegenheiten bezüglich der Besetzung der Position des Leiters der Personalabteilung nicht durchsetzen. Gegen den Widerstand von Bundeskanzler Ludwig Erhard und des vorherigen Verteidigungsministers Franz Josef Strauß setzte der neue Verteidigungsminister Kai-Uwe von Hassel auf Anraten des Leiters der Hauptabteilung I Militärische Angelegenheiten Trettner einen Militär statt eines Beamten als Leiter der Personalabteilung durch. Nach seinem Rücktritt beklagte Trettner vor dem Verteidigungsausschuss, dass „die neu eingeführte Abtrennung der Verwaltung vom Kommandostrang ... angeblich zu Erleichterung, in Wirklichkeit aber zur Kontrolle der Soldaten vorgenommen“ wurde. Verteidigungsminister von Hassel bewertete in einem Brief an den Bundeskanzler Erhard, dass die militärische Seite es geradezu als Trauma empfinde, dass die Verwaltung außerhalb des militärischen Kommandostranges stehe: „Ich darf im Augenblick von Ausführungen hierzu absehen, da diese Regelung durch Artikel 87b Grundgesetz festliegt. Ich habe jedoch den Eindruck, dass die Zusammenarbeit zwischen Militär und Zivil im Verteidigungsbereich bei der Truppe hervorragend ist. Rivalitäten gibt es im wesentlichen nur auf der ministeriellen Ebene.“

##### Koalitionsfreiheit von Soldaten
Bei der Gründung der Soldatengruppe der Gewerkschaft Öffentliche Dienste, Transport und Verkehr (ÖTV) hatte Wirmer, der Kontakt zum ÖTV-Vorstand unterhielt, den erlaubenden Erlass von 1966 ohne Wissen seines Konkurrenten Trettner an die Truppe gegeben. In seiner Abschiedsrede im Januar 1975 kam Wirmer auf den ÖTV-Erlass zurück: „Die rechtliche Notwendigkeit ist unbestreitbar. Artikel 9 Absatz 3 des Grundgesetzes gibt die Koalitionsfreiheit für Vereinigungen, die sich der berufsständischen Belange annehmen. Sowohl der Bundeswehrverband als auch die ÖTV sind im Sinne dieses Grundgesetzartikels Vereinigungen. Sie sind juristisch insoweit voreinander nicht unterscheidbar. Das bedeutet, daß man nicht, wie bisher geschehen, den Bundeswehrverband allein zulassen und die Gewerkschaft zurückstoßen darf.“

## Ehrungen
- Großes Verdienstkreuz mit Stern der Bundesrepublik Deutschland (1969)
- Großes Verdienstkreuz mit Stern und Schulterband der Bundesrepublik Deutschland (1972)
- Großkreuz des Ordens des Infanten Dom Henrique, Portugal (1969)